# Thằn lằn tai Cúc Phương
Thằn lằn tai Cúc Phương (danh pháp hai phần: Tropidophorus cucphuongensis) là một loài thằn lằn thuộc chi Tropidophorus. Loài này phân bố ở Việt Nam, Trung Quốc (Hải Nam, Quảng Tây, Giang Tây, Hồ Nam).

## Đồng âm
- Tropidophorus hainanus SMITH 1923
- Tropidophorus hainanus — SMITH 1935: 326
- Tropidophorus cucphuongensis — BOBROV 1995 (nom. nud.)
- Tropidophorus hainanus — BOBROV 1995
- Tropidophorus hainanus — HONDA et al. 2006